# بناویدس
بناویدس (به اسپانیایی: Benavides) یکی از دهستان‌های اسپانیا است که در استان لئون، اسپانیا واقع شده‌است.

## خصوصیات
بناویدس ۷۴٫۰۷ کیلومترمربع مساحت و ۲٬۸۳۸ نفر جمعیت دارد و ۸۴۰ متر بالاتر از سطح دریا واقع شده‌است.